# Daily Bugle
Il Daily Bugle è un quotidiano immaginario di New York nell'universo Marvel, è apparso la prima volta come cameo su Fantastic Four (vol. 1) n. 2 (gennaio 1962), per poi entrare in scena compiutamente in The Amazing Spider-Man n. 1 (marzo 1963). Il suo direttore è J. Jonah Jameson, acerrimo avversatore dell'Uomo Ragno.

## Storia

Peter Parker, Angela Yin (basso), J.Jonah Jameson, Ben Urich, Betty Brant e Joe Robertson (piedi), disegni di Kerschl/Adams

Il Daily Bugle fu fondato nel 1897, dal 1968 a oggi la sede del giornale è il Daily Bugle Building. Quando iniziarono a comparire i primi supereroi, Jameson incominciò una campagna diffamatoria nei loro confronti e specialmente l'Uomo Ragno; l'unico eroe mascherato che Jameson rispetta è il super soldato statunitense Capitan America (Steve Rogers).
Jameson è noto per il suo carattere burbero e aggressivo, ma ha un rapporto di stima, rispetto e amicizia con il suo caporedattore Robbie Robertson, che è il solo che non maltratta. Il Daily Bugle è stato molte volte sotto attacco di supercriminali come lo Scorpione, Venom, Carnage. L'edificio venne distrutto una volta quando Norman Osborn, che aveva ricevuto il "dono" della pazzia nella mistica riunione dei cinque, posizionò alcune sue bombe zucche nei sotterranei dell'edificio. Jameson aveva creato un allegato di nome Pulse che trattava la vita dei supereroi in generale. I collaboratori del Pulse erano: Ben Urich, Jessica Jones, alla quale aveva chiesto un servizio sulla nascita della sua bambina, e Kat Farrell.
I Nuovi Vendicatori avevano proposto a Jameson di scrivere titoli meno offensivi sui supereroi del gruppo in cambio di scoop. Il giorno dopo sul Bugle, Jameson aveva scritto: «un assassino ricercato, un presunto ex componente di un'organizzazione criminale e uno spacciatore di droga ecco i nomi che si preparano a seppellire il buon nome dei Vendicatori una volta per tutte».
A causa di questo Jessica Jones, mentre stava per partorire, ha rifiutato di far entrare Kat Farrell nella casa del dottor Strange e ha telefonato a Jameson dicendogli che non avrebbe avuto nessuna foto della sua bambina.

## Redazione
| Nome                                                                              | Prima apparizione                                               |
| --------------------------------------------------------------------------------- | --------------------------------------------------------------- |
| Goodman, William Walter (ex-proprietario degli anni quaranta)                     | Web of Spider-Man (vol. 1) n. 52 (luglio 1989)                  |
| Firehart, Thomas (Puma, ex-proprietario)                                          | The Amazing Spider-Man (vol. 1) n. 256 (settembre 1984)         |
| Osborn, Norman (Goblin, ex-proprietario)                                          | The Amazing Spider-Man (vol. 1) n. 14 (luglio 1964)             |
| Jameson, John Jonah (presidente editore)                                          | The Amazing Spider-Man (vol. 1) n. 1 (marzo 1963)               |
| Cahill, Harrison (presidente del Consiglio direttivo)                             | The Amazing Spider-Man (vol. 1) n. 198 (novembre 1979)          |
| Goodman, Simon J. (caporedattore degli anni quaranta)                             | Marvels n. 1 (gennaio 1994)                                     |
| Bennett, Dexter (caporedattore)                                                   |                                                                 |
| Robertson, Joe "Robbie" (caporedattore)                                           | The Amazing Spider-Man (vol. 1) n. 51 (agosto 1967              |
| Wormly, Richard (assistente del caporedattore)                                    | The Amazing Spider-Man (vol. 1) n. 19 (gennaio 1965)            |
| Brant, Eleonore (assistente amministrativa)                                       | Untold Tales of Spider-Man n. 12 (agosto 1996)                  |
| Grant, Glory (assistente amministrativa)                                          | The Amazing Spider-Man (vol. 1) n. 140 (gennaio 1975)           |
| Brant, Betty (assistente amministrativa, reporter)                                | The Amazing Spider-Man (vol. 1) n. 4 (settembre 1963)           |
| Casey, Jack "Flash Gun" (reporter, fotografo degli anni quaranta)                 | The Human Torch n. 5 (erroneamente numerata 4, estate 1941)     |
| Mace, Jeff (Patriota/Capitan America III, reporter degli anni quaranta, deceduto) | The Human Torch n. 4 (erroneamente numerata 3, primavera 1941)  |
| Morgan, Mary (Miss Patriot, reporter degli anni quaranta)                         | The Human Torch n. 4 (erroneamente numerata 3, primavera 1941)  |
| Sites, C.Thomas (reporter degli anni quaranta)                                    | Sgt. Fury and his Howling Commandos n. 110 (maggio 1973)        |
| Bandouveris, Nick (reporter, deceduto)                                            | The Uncanny X-Men n. 339 (dicembre 1996)                        |
| Browne, Blaine (reporter)                                                         | Peter Parker, the Spectacular Spider-Man n. 120 (novembre 1986) |
| Brythe, Jill (reporter)                                                           | Spider-Man's Tangled Web n. 11 (aprile 2002)                    |
| Cohn, Ksitigarbha "Miss Kay" (reporter)                                           | Spider-Man's Tangled Web n. 11 (aprile 2002)                    |
| Dickinson, Albert (reporter)                                                      | Deadline n. 1 (giugno 2002)                                     |
| Dillman, Nick (reporter)                                                          | Daredevil (vol. 1) n. 71 (dicembre 1970)                        |
| Dupres, Anthea (reporter)                                                         | ClanDestine (Vo.1) n. 7 (aprile 1995)                           |
| Edwards, Ethan (Virtue/Tiller/Moral-Man, ex-reporter)                             | Marvel Knights Spider-Man n. 13 (giugno 2005)                   |
| Ellis, Ken (reporter)                                                             | Web of Spider-Man (vol. 1) n. 118 (novembre 1994)               |
| Foswell, Frederick (Big Man, reporter, deceduto)                                  | The Amazing Spider-Man (vol. 1) n. 10 (marzo 1963)              |
| Farrell, Katherine "Kat" (reporter)                                               | Deadline n. 1 (giugno 2002)                                     |
| Fate, Ian (ex-reporter)                                                           | The Defenders (vol. 1) n. 104 (febbraio 1982)                   |
| Fox, Phil (reporter, deceduto)                                                    | Hero for Hire n. 4 (dicembre 1972)                              |
| Gooner, Melvin (reporter)                                                         | Spider-Man n. 6 (gennaio 1991)                                  |
| Green, Randy (Mystica, reporter)                                                  |                                                                 |
| Kidder, Terri (reporter, deceduta)                                                | The Pulse n. 2 (maggio 2004)                                    |
| Lagrange, Simon (reporter, licenziato)                                            | Daredevil (vol. 1) n. 242 (maggio 1987)                         |
| Leeds, Ned (Hobgoblin, reporter, deceduto)                                        | The Amazing Spider-Man (vol. ) n. 18 (novembre 1964)            |
| Lorca, Maggie (reporter)                                                          | Spider-Man n. 29 (dicembre 1992)                                |
| Markarian, Ralfie (reporter)                                                      | X-Man n.26 (aprile 1997)                                        |
| McTeer, Mike (reporter, deceduto)                                                 | The Punisher: Year One n. 1 (dicembre 1994)                     |
| Mercado, Joy (reporter)                                                           | Moon Knight (vol. 1) n. 33 (settembre 1983)                     |
| Merryweather, Irene (reporter, licenziata)                                        | Cable (vol. 1) n. 48 (novembre 1997)                            |
| Patton, Jess (reporter, deceduta)                                                 | The Thousand n. 1 (giugno 2006)                                 |
| Rabinowitz, David (reporter)                                                      | The Amazing Spider-Man (vol. 1) n. 187 (dicembre 1978)          |
| Reed, Carl (reporter)                                                             | Spider-Man n. 13 (agosto 1991)                                  |
| Self, Chuck (reporter, deceduto)                                                  | The Punisher (vol. 4) n. 15 (ottobre 2002)                      |
| Swanson, Paul (reporter, licenziato)                                              | Deadline n. 1 (giugno 2002)                                     |
| Taylor, Leila (reporter)                                                          | Captain America and The Falcon (vol. 1) n. 139 (luglio 1971)    |
| Urich, Ben (ex-reporter)                                                          | Daredevil (vol. 1) n. 153 (luglio 1978)                         |
| Walters, William "Billy" (ex-reporter)                                            | the Spectacular Spider-Man n. 235 (giugno 1996)                 |
| Drunter, Kim (reporter economico)                                                 | The Amazing Spider-Man (vol. 1) n. 349 (luglio 1991)            |
| Conover, Jacob (Rosa, reporter, editorialista, licenziato)                        | Daredevil (vol. 1) n. 131 (marzo 1976)                          |
| Paunchilito, Victor (reporter, editorialista)                                     | The Amazing Spider-Man (vol. 1) n. 223 (dicembre 1981)          |
| Macintosh, Ann (editorialista, redattore degli annunci economici)                 | The Amazing Spider-Man Annual (vol. 1) n. 18 (1984)             |
| Lynton, Laurie (editorialista)                                                    | Marvel Knights Spider-Man n. 15 (agosto 2005)                   |
| Sheldon, Phil (fotografo degli anni quaranta, in pensione)                        | Marvels n. 1 (gennaio 1994)                                     |
| Bannon, Lance (fotografo, deceduto)                                               | The Amazing Spider-Man (vol. 1) n. 208 (settembre 1980)         |
| Edwards, Edwin E. (fotografo)                                                     | Spider-Man's Tangled Web n. 11 (aprile 2002)                    |
| Grant, Amber (fotografo)                                                          | Omega the Unknown n. 1 (marzo 1976)                             |
| Katzenberg, Nick (fotografo, deceduto)                                            | The Web of Spider-Man (vol. 1) n. 50 (maggio 1989)              |
| O'Breen, Glorianna (fotografo, deceduta)                                          | Daredevil (vol. 1) n. 205 (aprile 1984)                         |
| Parker, Peter (Uomo Ragno, ex-fotografo)                                          |                                                                 |
| Yin, Angela (fotografo)                                                           | The Spectacular Spider-Man n. 215 (agosto 1994)                 |
| Benerstein, Abe (critico cinematografico)                                         | Spider-Man's Tangled Web n. 20 (gennaio 2003)                   |
| Cushing, Katherine "Kate" (redattrice della cronaca cittadina, licenziata)        | The Web of Spider-Man (vol. 1) n. 5 (agosto 1985)               |
| Harris, Toni (apprendista redattrice)                                             | Peter Parker Spider-Man (vol. 2) n. 1 (gennaio 1999)            |
| Falcone, Tony (redattore pubblicitario)                                           | The Amazing Spider-Man (vol. 1) n. 254 (luglio 1984)            |
| Igoe, Max (giornalista sportivo)                                                  | Peter Parker Spider-Man/Elektra Annual '98 (1998)               |
| Thornton, Wendy (giornalista sportivo)                                            | The Amazing Spider-Man (vol. 1) n. 252 (maggio 1984)            |
| Johnson, Bud (grafico impaginatore)                                               | Spider-Man's Tangled Web n. 20 (gennaio 2003)                   |
| Lutomski, Eileen (correttrice di bozze)                                           | Spider-Man's Tangled Web n. 20 (gennaio 2003)                   |
| McCulloch, Maggie (capo-bibliotecaria)                                            | Marvel Team-Up (vol. 1) n. 83 (luglio 1979)                     |
| Pei, Victor (assistente photo editor)                                             | Spider-Man n. 33 (aprile 1993)                                  |
| Urich, Phil (Goblin, ex-stagista)                                                 | The Web of Spider-Man (vol. 1) n. 125 (giugno 1995)             |
| Dunne, Sam (redattore della cronaca nazionale)                                    | Captain America Annual '99 (1999)                               |
| Butler, Marge (receptionist)                                                      | Spider-Man Unlimited (vol. 1) n. 13 (agosto 1996)               |

## Altri media

### Animazione
- Jameson e il Daily Bugle compaiono nelle serie animate adatte all'Arrampicamuri L'Uomo Ragno, L'Uomo Ragno, L'Uomo Ragno e i suoi fantastici amici, Spider-Man - L'Uomo Ragno, Spider-Man Unlimited, Spider-Man: The New Animated Series, The Spectacular Spider-Man, Ultimate Spider-Man e Spider-Man.
- Il Daily Bugle compare anche nelle altre serie animate X-Men: Evolution, Avengers - I più potenti eroi della Terra, Avengers Assemble e Hulk e gli agenti S.M.A.S.H..
- Jameson e il Daily Bugle compaiono nell'anime Disk Wars: Avengers.
- Jameson e il Daily Bugle compaiono anche nel film d'animazione Spider-Man - Un nuovo universo (2018).

### Cinema
- Nel film Le ali della libertà (1994), quando il protagonista Andy Dufresne riesce ad evadere, invia le prove per incriminare il malvagio e corrotto direttore Samuel Norton (l'antagonista principale del film) proprio al Daily Bugle. Sebbene non sia ufficiale, questa può essere interpretata come una citazione dell'universo Marvel, dato che il suddetto giornale non è mai esistito.
- Nella trilogia cinematografica di Spider-Man diretta da Sam Raimi (composta da Spider-Man, Spider-Man 2 e Spider-Man 3), il Daily Bugle è diretto da J. Jonah Jameson, interpretato da J. K. Simmons.

Il Daily Bugle compare all'interno del Marvel Cinematic Universe e il direttore J. Jonah Jameson è interpretato nuovamente da J. K. Simmons.
- Nel film Spider-Man: Far from Home (2019) il Daily Bugle, tramite la squadra di Mysterio svelano al mondo intero l'identità segreta di Spider-Man nella penultima scena durante i titoli di coda.
- Il Daily Bugle è comparso nell'omonima webserie televisiva del Marvel Cinematic Universe.
  - Nel secondo film del Sony's Spider-Man Universe Venom - La furia di Carnage (2021) compaiono brevemente in cameo nella televisione mentre intervistano il povero Peter Parker nella scena durante i titoli di coda.
- Jameson e il Daily Bugle hanno un ruolo più importante nel film Spider-Man: No Way Home (2021).
  - Nel terzo film del SSU Morbius (2022) viene menzionato brevemente in cameo nella prima pagina del giornale mentre intervistano il vampiro vivente Michael Morbius.